# قهرمان قهرمانان
قهرمان قهرمانان فیلمی به کارگردانی و نویسندگی سیامک یاسمی محصول سال ۱۳۴۴ است.

## داستان
راننده ای جوان و خواهرش که در کاباره ای آواز می‌خواند تلاش می‌کنند پولی به دست آورده و برادر معلولشان را معالجه کنند. راننده در حادثه ای با زن جوانی آشنا شده و تدریجاً هر دو شیفتهٔ هم می‌شوند؛ ولی وقتی راننده پی می‌برد که دختر از خانوادهٔ متمولی است چون امکان ازدواجش را با دختر بعید می‌بیند ترکش می‌کند. اما بعد وقتی درمی یابد که او ترتیب معالجهٔ برادش را داده‌است خود به دنبالش می‌رود.

## بازیگران
- محمدعلی فردین
- آذر شیوا
- تقی ظهوری
- عباس شباویز
- پروین
- آرمان
- مانوئل ماروتیان
- نعمت‌الله پیشواییان
- فروزنده
- جهانگیر غفاری
- حسن رضایی